# Naoya Saeki
Naoya Saeki (født 18. december 1977) er en tidligere japansk fodboldspiller.
Han har spillet for flere forskellige klubber i sin karriere, herunder Vissel Kobe og Omiya Ardija.